# Juncus requienii
Juncus requienii är en tågväxtart som beskrevs av Filippo Parlatore. Juncus requienii ingår i släktet tåg, och familjen tågväxter. IUCN kategoriserar arten globalt som livskraftig. Inga underarter finns listade i Catalogue of Life.